# Física o química
Física o química es una serie juvenil española producida por Ida y Vuelta emitida por Antena 3 que se estrenó el 4 de febrero de 2008 y finalizó el 13 de junio de 2011 con un total de siete temporadas y setenta y siete episodios emitidos.
Se anunció, incluso en redes sociales, que continuaría en Neox en respuesta a la petición de sus seguidores. Pero nunca se terminó de programar. 
El 22 de abril de 2020 se anunció que se estaba preparando un reencuentro para Atresplayer Premium bajo el nombre de Física o químicaː El reencuentro que cuenta con Ana Milán, Maxi Iglesias, Blanca Romero, Angy Fernández, Adrián Rodríguez y otros protagonistas de la serie. El 13 de junio de 2023, durante el evento Atresplayer DAY se anunciaron planes de nuevos lanzamientos para la plataforma Atresplayer Premium, entre ellos, el regreso de la serie bajo el nombre de Física o química: La nueva generación que contará con una nueva generación de alumnos en el Instituto Zurbarán. En mayo de 2024 se confirmó el elenco y que las grabaciones comenzarían durante el verano del mismo año.

## Sinopsis
El instituto madrileño Zurbarán recibe a los nuevos profesores, que tendrán que convivir con alumnos de todo tipo con problemas reales que ilustrarán lo que pasa día a día, donde tienen lugar situaciones relacionadas con el alcohol, las drogas, el sexo, el racismo, la homofobia, el bullying, embarazos a temprana edad, entre otras cosas, es decir, temas actuales que están más o menos presentes en la vida de muchos adolescentes, por lo tanto, pondrán a prueba la capacidad profesional del profesorado y las consecuencias de las decisiones tomadas cuando se es aún un adolescente.
La serie se desarrolla en la Escuela Zurbarán, un instituto de bachillerato en el que se tratan conflictos entre alumnos y profesores, y los problemas actuales de la sociedad adolescente. La novedad es que los capítulos no se centran tanto en los alumnos como en series anteriores del mismo tipo, sino que también se pone de manifiesto la perspectiva con la que los profesores enfocan tanto sus propios problemas como los de sus alumnos.
Las relaciones sociales entre los personajes toman máximo protagonismo, y más allá de poner límite entre profesores y alumnos, la serie trata a ambos grupos casi de forma igual, con relaciones amorosas entre ellos incluidas. Con ello, se ha querido reflejar de la forma más verídica cómo ha cambiado en los últimos años la interacción entre profesores y alumnos en la mayoría de institutos de España. Por ello, el argumento ha recibido críticas negativas sobre el modelo de vida escolar que se da.

## Personajes

### Principales

#### Alumnos
- Yolanda «Yoli» Freire Carballar por Andrea Duro (T1-T7): Yoli es la chica de barrio de este instituto, conocida con motes despectivos como "la zorra poligonera" debido a que era la chica más promiscua de este centro. En esta serie se puede ver como su personaje vive situaciones límites como tener a un hermano en la cárcel, Berto, o ser violada por un amigo de Gorka en la temporada 2. Ha estado con Isaac, Quino, Julio, etc. Se convierte en la representante escolar en la temporada 7.
- Fernando «Fer» Redondo Ruano por Javier Calvo (T1-T7): Fer, este papel interpretado por Javier Calvo, se basa en un joven homosexual que aún no ha reconocido de forma pública su sexualidad. En la primera temporada se enamora de Rubén de la Torre, pero este amor no se lleva a cabo debido a que este se suicida en el primer capítulo. Después se enamora de Julio, pero este lo rechaza, ya que es heterosexual, y durante la tercera temporada conoce a David, de quien se enamora y protagoniza una de las historias de amor más importantes de la serie. Este personaje muere en el antepenúltimo capítulo de la serie a causa de un disparo.
- David Ferrán Quintanilla por Adrián Rodríguez (Recurrente T3; T4-T7): David era un chico que en un principio no aceptaba su sexualidad y, después de conocer a Fer, descubre realmente cuál es su orientación sexual, dejándola ver en el último capítulo de la tercera temporada. A partir de aquí comienza una relación de continuos altibajos.
- Ruth Gómez Quintana por Úrsula Corberó (T1-T6; Invitada T7): Ruth es una chica que proviene de una familia pudiente, cuyos padres mueren en un accidente de coche en la primera temporada. Debido a la relación que tenía su padre con la directora del centro, Clara, hace que esta tome la custodia de Ruth y se quede a su cargo. Con respecto a sus relaciones amorosas en la serie, en un primer momento está con Gorka y otros chicos, pero el más importante e influyente es Cabano, aunque otra de sus relaciones importantes es la que tiene con Román, un chico que adopta Clara. Con respecto a los problemas de la actualidad, Ruth representó a una chica que padecía bulimia durante la tercera temporada.
- Paula Blasco Prieto por Angy Fernández (T1-T6; Invitada T7): Paula es una adolescente con un estilo muy marcado y bastante emo. Es hermana de Isaac, y vive bajo una educación bastante machista y paternalista. En la primera temporada se enamora de Jan, lo que supone que tenga constantes problemas y enfrentamientos con sus padres. Al final de la segunda temporada su hermano muere, y este es uno de los momentos más importantes de ella en la serie, ya que marca un antes y un después en su papel. En la cuarta temporada, descubre a Cabano y a Ruth juntos, por el dolor que sentía decide tener relaciones sexuales con Gorka, quedándose así embarazada. Debido al acercamiento que tienen por el bebé, se enamoran. Antes del nacimiento de su hijo, Gorka es acusado de violación, aunque no se demuestra su culpabilidad, él decide marcharse debido a sus antecedentes, y esto hace que Paula lleve adelante el resto de su embarazo sola. En la quinta temporada, en el último capítulo, Gorka vuelve para ver nacer a su hijo. En la sexta temporada, Paula se pone a trabajar, para así poder mantener a su hijo y pagar el instituto, pero finalmente decide seguir su sueño, ser cantante, y vivir una vida junto a su gran amor, Gorka.
- Julio de la Torre Reig por Gonzalo Ramos (T1-T5; Recurrente T6; Invitado T7): Julio es un chico centrado en el deporte, cuyos padres no están pedientes de él, ya que su madre está continuamente viajando y su padre lo abandonó cuando era un niño. Tras la muerte de su hermano, sufre uno de los peores momentos, pero consigue superarlos ya que se enamora de Cova, la exnovia de su hermano. Después esta relación acaba y comienza a perder en cierto modo el rumbo. Se centra en el gimnasio, y ahí conoce a un chico que pertenece a una banda neonazi, a la que él termina perteneciendo. En la temporada número tres conoce a Violeta, quien lo ayuda a salir de esta situación y volver a su vida normal pero también se lía con ella en la casa de la tía de Violeta (Irene). Después, desarrolla una relación con Yoli, a la que pierde por culpa de su padre. Finalmente, como último apunte a su participación en su última temporada como principal, vuelve a retomar su relación con Cova y ambos deciden volver a Alicante.
- César Cabano de Vera por Maxi Iglesias (T1-T5; Invitado T7): Cabano es uno de los personajes más importantes en esta serie. Es conocido como el chico guapo del instituto. Este personaje pasa por grandes adversidades, como la separación de sus padres, maltrato por parte de su padre, o sufrir un cáncer. Con respecto a sus relaciones amorosas, Ruth es la más importante, aunque durante la serie tuvo relaciones con Alma o Paula. Finalmente decide seguir su sueño, ser futbolista, y para conseguirlo se va a Inglaterra, dejando atrás toda su vida y todos sus amigos.
- Alma Núñez Fontdevilla por Sandra Blázquez (T3-T7): Alma es un personaje que esconde muchos secretos, y a la vez es controvertido y odiado en cierto modo por muchos. Con su llegada a la temporada tres, mantuvo relaciones sexuales y amorosas con Paula y Cabano, haciendo un trío con estos, más adelante estuvo con Quino y finalmente con Álvaro. Alma aparenta ser una chica fría y calculador pero en realidad tiene buen corazón, características que demostró durante toda su participación en la serie.
- Gorka Martínez Mora por Adam Jezierski (T1-T4; Recurrente T5 y T6; Invitado T7): Gorka es el chico "malo" de la clase, xenófobo, homófobo y machista.Tiene una relación tóxica con Ruth, un amor demasiado tormentoso que le crea muchos problemas. Pasadas varias temporadas, y tras ser odiado por la gran mayoría, después de conocer su paternidad decide cambiar y ser una buena persona. Comienza una nueva relación con Paula, la madre de su hijo, y finalmente, en la temporada 6, pasados muchos problemas entre ellos, consiguen estar juntos.
- Álvaro Soler por Álex Batllori (T5-T7): Álvaro es un chico pudiente, que piensa que todo lo puede controlar con el dinero y que puede manejar todas las cosas a su antojo.
- Rashid Lorente Arco «Román» por Nasser Saleh (T5-T7): Román es un chico de procedencia árabe, frío y distante, debido a su pasado controvertido y difícil. Es adoptado por Clara. En su llegada al centro, era un chico que se relacionaba poco, pero con el paso del tiempo consiguió adaptarse y ser uno más.
- Teresa Parra Lebrón por Lucía Ramos (T5-T7): Teresa es una chica tímida, inhibida, poco sociable en ciertos aspectos, y esto hace que la tomen como la tonta del instituto y se rían de ella. Uno de los momentos más destacables es cuando descubre que su madre es Verónica, profesora de Lengua y Literatura. En la temporada siete, su personalidad cambia completamente y llega a ser una de las chicas más populares.
- Salvador «Salva» Quintanilla por Álex Martínez (T6-T7): Salva es un chico serio, que se relaciona poco con el resto y le encanta escribir poemas. Esto hace que sea completamente diferente al resto de sus compañeros y que destaque por ello. En ciertos momentos es víctima de burlas por su forma de ser.
- Covadonga «Cova» Ariste Espinel por Leonor Martín (T1-T3; Invitada T5; Recurrente T6; Invitada T7): Covadonga, más bien conocida como "Cova", es una chica hippie, bohemia y bastante madura para su edad, es lo que la diferencia del resto, siendo en muchos casos una líder para el resto de sus compañeros.
- Joaquín «Quino» Domínguez Palma por Óscar Sinela (T3-T4): Quino es un chico cristiano evangélico, a quien le apasiona la música. Es mitad venezolano. Su papel comenzó a tomar relevancia cuando empezó su relación con Yoli. Su paso por la serie fue breve, pues su personaje decidió abandonarlo todo para vivir de la música después de ser expulsado por meter alcohol en una fiesta.
- Jon por Álex Hernández (T6-T7): Jon es un chico en silla de ruedas, pertenece como otros actores, a la segunda generación de Física o química. Sus características son de un personaje soberbio, y sobrado en ciertos momentos. En él se hace referencia a una de las "diversiones" más conocidas entre los jóvenes, es decir, "balconing", debido a esto se quedó paralítico. En cierto modo su personaje servía para concienciar a los adolescentes.
- Daniela Vaquero Castiñeira por Lorena Mateo (Recurrente T5; T6-T7): Daniela es una chica prepotente, arrogante, y caprichosa. Es hermana del dueño del colegio y esto la posiciona, según ella, en una situación superior al resto de sus compañeros, ya que constantemente hace lo que quiere.
- Jan Taeming por Andrés Cheung (T1-T2; Invitado T7): Jan es un chico asiático, cuya familia tenía pocos recursos y por eso él trabajaba en la tienda familiar. Su punto álgido fue cuando comenzó una relación con Paula. Con este personaje se trataron temas como la xenofobia y el racismo.
- Isaac Blasco Prieto por Karim El-Kerem (T1-T2): Isaac es un personaje que tuvo relevancia durante dos temporadas. Es hermano de Paula y fue más conocido por su relación con una de las profesoras, Irene. Este muere en la temporada dos, debido a un accidente en quad.
- Violeta Cortés Calvo por Irene Sánchez (T3; Recurrente T4): Violeta es un personaje que representa a todas esas niñas que no tienen un cuerpo 10, pero que aun así tienen sentimientos que hay que tener en cuenta. En ciertos momentos de la serie se burlan de ella por su cuerpo, pero esto no hace que ella pierda la ilusión por poder estar con el chico que le gusta, Julio.

#### Profesores
| Profesor                         | Actor/Actriz       | Duración                               | Asignatura impartida                                                          |
| -------------------------------- | ------------------ | -------------------------------------- | ----------------------------------------------------------------------------- |
| Olimpia Díaz Centeno             | Ana Milán          | T1-T7                                  | Inglés (T1; T3-T7) / Directora (T2-T3)                                        |
| Irene Calvo Azpeola              | Blanca Romero      | T1-T4; Invitada T7                     | Filosofía                                                                     |
| Blanca Román Hernández           | Cecilia Freire     | T1-T4; Invitada T7                     | Literatura Española                                                           |
| Clara Yenes Mediavilla           | Nuria González     | T1-T6; Invitada T7                     | Directora (T1-T2) / Inglés (T3) / Historia (T4-T5) / Jefa de Estudios (T5-T6) |
| Adolfo Madrona Bermúdez          | Joaquín Climent    | T1-T4; Invitado T7                     | Jefe de Estudios                                                              |
| Martín Aguilar Novallas          | José Manuel Seda   | T3-T6; Invitado T7                     | Director / Tecnología                                                         |
| Verónica Lebrón Cervantes        | Olivia Molina      | T5-T7                                  | Literatura Española                                                           |
| Roque Madrona Fuentes            | Bart Santana       | T1-T5                                  | Historia del Arte                                                             |
| Alberto «Berto» Freire Carballar | Alex Barahona      | T2-T5; Recurrente T6; Invitado T7      | Camarero (T3-T6) / Bedél (T6)                                                 |
| Vicente Vaquero Castañeira       | Marc Clotet        | T4-T7                                  | Educación Física (T4-T7) / Accionista Mayoritario (T5-T7)                     |
| Marina Conde                     | Cristina Alcázar   | T5-T6; Invitada T7                     | Filosofía                                                                     |
| Enrique Lubián Solis             | Fernando Andina    | T7                                     | Director / Historia                                                           |
| Miguel Bélaza                    | Michel Brown       | T2                                     | Tecnología / Teatro                                                           |
| Arturo Ochando Villalba          | Enrique Arce       | T6-T7                                  | Biología y Geología / Médico/Jefe de estudios                                 |
| Félix Alonso Arenes              | Xavi Mira          | T1-T2, Recurrente T3 y T5; Invitado T7 | Música                                                                        |
| Jorge                            | Sergio Mur         | T5-T6                                  | Historia del Arte                                                             |
| Xavier López Navarro "Xavi"      | Juan Pablo di Pace | T7                                     | Historia del Arte                                                             |
| Sara Pires                       | Sabrina Garciarena | T7                                     | Filosofía                                                                     |
| Jonathan                         | Michel Gurfi       | T1                                     | Educación Física                                                              |

### Recurrentes
- Thomas McCartney por  Mark Schardan  (T3-T4)
- Dolores Prieto “Loli" por Teresa Arbolí (T1-T6)
- Marta por  Ximena Suárez  (T2-T4)
- Javier Ferrán,padre de David por  Ángel Hidalgo  (T2-T4)
- Padre de Jan por Carlos Wu (T1-T2)
- Sandra por Marina Gatell (T5)
- Borja por Israel Rodríguez (T6)
- Erica por Aura Garrido (T3)
- Marcos por Javier Hernández (T4)
- Andrés por Diego Domínguez (T6)
- Yolanda Sánchez “Peque" por Denise Maestre (T7)
- Rubén de la Torre por Julio Soler Vargas (T1)
- Padre de Alma por Antonio Reyes (T7)
- Cristina por Adriana Torrebejano (T1)
- Antonio Aramillo “Toño" por Víctor Palmero (T7)
- Pablo Calleja Pablo Espinosa (T3-T4)
- Javi por Marc Suárez (T5)
- Madre de Clara  por Amparo Valle (T2)
- Marisa Fuentes por María Casal (T2-T4)
- Andrea por Aída de la Cruz (T4)
- Antonio Blasco,padre de Paula e Isaac por Mario Vedoya (T2)
- Matilde Mora, madre de Gorka por Arantxa Aranguren(T1-T4)
- Laura, alumna del Zurbarán por Itaca López Martínez (T1-T3)
- Carmen Ruano, madre de Fer por Paloma Gómez Núñez(T1,T5 T6 y T7)
- Eva, mujer de Javier y madre de David por Amaia Lizarralde (T4 y T7)
- Padre de Fer por Jordi Gràcia (T1)
- Madre de Cova por Marina Andina (T1)
- Rodrigo Rodri Prieto por Carlos Velasco (T2-T3)
- Lucía Prieto por Miriam Giovanelli (T3)
- Vicente Vaquero, padre de Vaquero por Pere Molina (T4)
- Amelia Castiñeira, madre de Vaquero por Marisa Cabezón(T4 y T7)
- Cristina Calvo Azpeolea, madre de Violeta por Carmen Gutiérrez (T4)
- César Cabano, padre de Cabano por Santiago Meléndez (T1-T2)
- Lourdes de Vera, madre de Cabano por Andrea Guardiola (T2 y T4)
- Luis Parra, padre de Teresa por Isak Férriz (T5-T6)
- Hugo, novio de Fer por Adrián Marín (T2)
- Marga,presidenta de la APA por Susana Martins (T2)
- Ana, alumna del Zurbarán por Luz de Paz González (T1-T4)
- Padre de Yolanda Sánchez "Peque" por Julio Vélez (T7)
- Madre de Yolanda Sánchez "Peque"  por Estrella Zapatero (T7)
- Ricardo Gómez,padre de Ruth por Isidoro Fernández(T1)
- Luis Gómez, tío de Ruth  por Fernando Curbera Campo (T1)
- Madre de Yoli por Diana Peñalver (T1)
- Madre de Julio por Luisa Ezquerra (T1)
- Alonso de la Torre, padre de Julio por Jaime Pujol (T4-T5)
- Xiaomei, prima de Jan por Nancy Yao (T2)
- Padre de Álvaro por Marcel Tomàs (T5)
- Madre de Toño por Marisol Membrillo (T7)
- Leonor "Leo" Grandes Álvarez, exmujer de Roque por Verónika Moral (T2)
- Alba Madrona Grandes, hija de Roque y Leo por Carmen Sánchez/Lucía Caraballo (T2 y T4)
- Mario Barrio por Fele Martínez (T1-T2)
- Dafne por Xenia Tostado (T7)
- Susana por Andrea Dueso (T7)
- Enfermera por Sara Illán (T1-T2)
- Diego por Diego Ramírez (T7)
- Oliver Navarro, alumno del Zurbarán por Oliver Morellón (T1-T2)
- Fátima, madre de Román por Farah Hamed (T6)
- Carlos Román, padre de Blanca por Arturo Querejeta (T4)
- Lola Hernández, madre de Blanca por Amparo Vega León (T4)
- Nuevo presidente de la APA por Borja Elgea (T5-T6)
- Nieves, alumna del Zurbarán por Daymi Souto (T5)
- María, alumna del Zurbarán por Patricia Domínguez Marín (T1-T4)

| Nuria González         | Clara Yanes Mediavilla           | Principal  | Principal  | Principal             | Principal  | Principal             | Principal             | Invitada  |            | 68 |
| Joaquín Climent        | Adolfo Madrona Bermúdez          | Principal  | Principal  | Principal             | Principal  |                       |                       | Invitado  |            | 40 |
| Blanca Romero          | Irene Calvo Azpeola              | Principal  | Principal  | Principal             | Principal  |                       |                       | Invitada  | Principal  | 50 |
| Cecilia Freire         | Blanca Román Hernández           | Principal  | Principal  | Principal             | Principal  |                       |                       | Invitada  |            | 48 |
| Ana Milán              | Olimpia Díaz Centeno             | Principal  | Principal  | Principal             | Principal  | Principal             | Principal             | Principal | Principal  | 79 |
| Bart Santana           | Roque Madrona Fuentes            | Principal  | Principal  | Principal             | Principal  | Principal             |                       |           |            | 56 |
| Michel Gurfi           | Jonathan                         | Principal  |            |                       |            |                       |                       |           |            | 4  |
| Xavi Mira              | Félix Alonso Arenes              | Principal  | Principal  | Colaboración especial |            | Colaboración especial |                       | Invitado  |            | 19 |
| Fele Martínez          | Mario Barrio                     | Principal  | Invitado   |                       |            |                       |                       |           |            | 5  |
| Michel Brown           | Miguel Belaza                    |            | Principal  |                       |            |                       |                       |           |            | 14 |
| José Manuel Seda       | Martín Aguilar Novallas          |            |            | Principal             | Principal  | Principal             | Principal             | Invitado  |            | 49 |
| Álex Barahona          | Alberto "Berto" Freire Carballar |            | Invitado   | Principal             | Principal  | Principal             | Principal             | Invitado  | Principal  | 41 |
| Marc Clotet            | Vicente Vaquero Castañeira       |            |            |                       | Principal  | Principal             | Principal             | Principal | Principal  | 42 |
| Olivia Molina          | Verónica Lebrón Cervantes        |            |            |                       |            | Principal             | Principal             | Principal |            | 30 |
| Cristina Alcázar       | Marina Conde                     |            |            |                       |            | Principal             | Principal             | Invitada  |            | 24 |
| Sergio Mur             | Jorge                            |            |            |                       |            | Recurrente            | Principal             |           |            | 21 |
| Fernando Andina        | Enrique Lubián Solis             |            |            |                       |            |                       |                       | Principal |            | 7  |
| Sabrina Garciarena     | Sara Pires                       |            |            |                       |            |                       |                       | Principal |            | 7  |
| Enrique Arce           | Arturo Ochando Villalba          |            |            |                       |            |                       | Recurrente            | Principal |            | 18 |
| Juan Pablo Di Pace     | Xavier "Xavi" López Navarro      |            |            |                       |            |                       |                       | Principal |            | 7  |
| Alumnos                |                                  |            |            |                       |            |                       |                       |           |            |    |
| Angy Fernández         | Paula Blasco Prieto              | Principal  | Principal  | Principal             | Principal  | Principal             | Principal             | Invitada  | Principal  | 73 |
| Javier Calvo           | Fernando "Fer" Redondo Ruano     | Principal  | Principal  | Principal             | Principal  | Principal             | Principal             | Principal | Recurrente | 79 |
| Andrés Cheung          | Jan Taeming                      | Principal  | Principal  |                       |            |                       |                       | Invitado  | Principal  | 25 |
| Úrsula Corberó         | Ruth Gómez Quintana              | Principal  | Principal  | Principal             | Principal  | Principal             | Principal             | Invitada  |            | 71 |
| Andrea Duro            | Yolanda "Yoli" Freire Carballar  | Principal  | Principal  | Principal             | Principal  | Principal             | Principal             | Principal | Principal  | 79 |
| Karim El-Kerem         | Isaac Blasco Prieto              | Principal  | Principal  |                       |            |                       |                       |           |            | 21 |
| Maxi Iglesias          | César Cabano de Vera             | Principal  | Principal  | Principal             | Principal  | Principal             |                       | Invitado  | Principal  | 59 |
| Adam Jezierski         | Gorka Martínez Mora              | Principal  | Principal  | Principal             | Principal  | Principal             | Colaboración especial | Invitado  | Principal  | 54 |
| Leonor Martín          | Covadonga "Cova" Ariste Espinel  | Principal  | Principal  | Principal             |            | Invitada              | Invitada              | Invitada  | Principal  | 30 |
| Gonzalo Ramos          | Julio de la Torre Reig           | Principal  | Principal  | Principal             | Principal  | Principal             | Principal             | Invitado  | Principal  | 61 |
| Óscar Sinela           | Joaquín "Quino" Domínguez Palma  |            |            | Principal             | Principal  |                       |                       |           |            | 25 |
| Sandra Blázquez        | Alma Núñez Fontdevila            |            |            | Principal             | Principal  | Principal             | Principal             | Principal | Principal  | 57 |
| Irene Sánchez          | Violeta Cortés Calvo             |            |            | Principal             | Principal  |                       |                       |           |            | 14 |
| Adrian Rodríguez       | David Ferrán Quintanilla         |            |            | Recurrente            | Principal  | Principal             | Principal             | Principal | Principal  | 52 |
| Àlex Batllori          | Álvaro Soler                     |            |            |                       |            | Principal             | Principal             | Principal |            | 30 |
| Lucía Ramos            | Teresa Parra Lebrón              |            |            |                       |            | Principal             | Principal             | Principal |            | 30 |
| Nasser Saleh           | Rashid "Román" Lorente Arco      |            |            |                       |            | Principal             | Principal             | Principal |            | 30 |
| Lorena Mateo           | Daniela Vaquero Castañeira       |            |            |                       |            | Invitada              | Principal             | Principal |            | 22 |
| Álex Hernández         | Jon                              |            |            |                       |            |                       | Principal             | Principal |            | 21 |
| Álex Martínez          | Salvador "Salva" Quintanilla     |            |            |                       |            |                       | Principal             | Principal |            | 21 |
| Otros                  |                                  |            |            |                       |            |                       |                       |           |            |    |
| José Lamuño            | Oriol Puig                       |            |            |                       |            |                       |                       |           | Principal  | 2  |
| Personajes recurrentes |                                  |            |            |                       |            |                       |                       |           |            |    |
| Guadalupe Lancho       | Profesora de Educación Física    | Recurrente |            |                       |            |                       |                       |           |            |    |
| Álex Yuste             | Márquez                          | Recurrente | Recurrente |                       |            |                       |                       |           |            |    |
| Carlos Wu              | Padre de Jan                     | Recurrente | Recurrente |                       |            |                       |                       |           |            |    |
| Arantxa Aranguren      | Matilde Mora                     | Invitada   | Recurrente | Invitada              | Invitada   |                       |                       |           |            |    |
| Verónica Moral         | Leo                              |            | Recurrente |                       |            |                       |                       |           |            |    |
| Adrián Marín           | Hugo                             |            | Recurrente |                       |            |                       |                       |           |            |    |
| Teresa Arbolí          | Dolores "Loli" Prieto            |            | Recurrente | Invitada              | Invitada   | Invitada              | Recurrente            |           |            |    |
| Oliver Morellón        | Oliver Navarro                   |            | Recurrente |                       |            |                       |                       |           |            |    |
| Susana Martins         | Marga                            |            | Recurrente |                       |            |                       |                       |           |            |    |
| Nancy Yao              | Xiao-Mei                         |            | Recurrente |                       |            |                       |                       |           |            |    |
| María Casal            | Marisa Fuentes                   |            | Recurrente | Invitada              | Invitada   |                       |                       |           |            |    |
| Carlos Velasco         | Rodrigo "Rodri" Prieto           |            | Invitado   | Recurrente            |            |                       |                       |           |            |    |
| Ximena Suárez          | Marta                            |            | Invitada   | Recurrente            | Invitada   |                       |                       |           |            |    |
| Ángel Hidalgo          | Javier Ferrán                    |            | Invitado   |                       | Recurrente |                       |                       |           |            |    |
| Mark Schardan          | Thomas McCartney                 |            |            | Recurrente            | Recurrente |                       |                       |           |            |    |
| Miriam Giovanelli      | Lucía Prieto                     |            |            | Recurrente            |            |                       |                       |           |            |    |
| Aura Garrido           | Erica                            |            |            | Recurrente            |            |                       |                       |           |            |    |
| Antonio Gómez          | Roberto Montero                  |            |            | Invitado              | Recurrente |                       |                       |           |            |    |
| Amaia Lizarralde       | Eva                              |            |            |                       | Recurrente |                       |                       | Invitada  |            |    |
| Pere Molina            | Vicente Vaquero                  |            |            |                       | Recurrente |                       |                       |           |            |    |
| Ruth Lezcano           | Laura                            |            |            |                       | Recurrente |                       |                       |           |            |    |
| Aída de la Cruz        | Andrea                           |            |            |                       | Recurrente |                       |                       |           |            |    |
| Jaime Pujol            | Alonso de la Torre               |            |            |                       | Recurrente | Invitado              |                       |           |            |    |
| Javier Hernández       | Marcos                           |            |            |                       | Recurrente |                       |                       |           |            |    |
| Paula Meliveo          | Irene                            |            |            |                       | Recurrente |                       |                       |           |            |    |

Notas
1. ↑  Nuria González es acreditada como principal hasta el undécimo episodio de la sexta temporada.
2. ↑  Joaquín Climent es acreditado como principal hasta el sexto episodio de la cuarta temporada.
3. ↑  Michel Gurfi es acreditado como principal hasta el cuarto episodio de la primera temporada.
4. ↑  Xavi Mira es acreditado como principal hasta el octavo episodio de la segunda temporada.
5. ↑  Fele Martínez es acreditado como principal a partir del quinto episodio de la primera temporada.
6. ↑  Álex Barahona es acreditado como principal hasta el tercer episodio de la sexta temporada.
7. ↑  Marc Clotet es acreditado como principal a partir del cuarto episodio de la cuarta temporada.
8. ↑  Adam Jezierski es acreditado como principal hasta el primer episodio de la quinta temporada. Vuelve a aparecer en el último episodio de dicha temporada como invitado.
9. ↑  Leonor Martín es acreditada como principal hasta el segundo episodio de la tercera temporada.
10. ↑  Gonzalo Ramos es acreditado como principal hasta el segundo episodio de la sexta temporada.
11. ↑  Irene Sánchez es acreditada como principal a partir del tercer episodio de la tercera temporada hasta el tercer episodio de la cuarta temporada.
12. ↑  Adrián Rodríguez es acreditado como principal a partir del cuarto episodio de la cuarta temporada.
13. ↑  Nasser Saleh es acreditado como principal a partir del segundo episodio de la quinta temporada.
14. ↑  Álex Hernández es acreditado como principal a partir del tercer episodio de la sexta temporada.
15. ↑  Álex Martínez es acreditado como principal a partir del tercer episodio de la sexta temporada.

## Producción
El 31 de marzo de 2008, MTV España anunció la emisión de varias temporadas de Física o química que se emitieron entre septiembre y octubre de ese mismo año en adelante, mientras que Antena 3 emitía la nueva tanda de episodios. En la primera temporada abandonó la serie Michel Gurfi que interpretaba a Jonathan. En la segunda temporada se incorpora y, abandona esta misma temporada Michel Brown (Miguel). Se despidieron los personajes de Karim El-Kerem (Isaac), Xavi Mira (Félix) y Andrés Cheung (Jan)
En 2009 ganó el Premio Ondas a la Mejor serie española y a partir de ese mismo año la serie se emite en Francia en el canal NRJ 12 como Physique ou chimie y en Estados Unidos y América Latina se emite en Antena 3 Internacional los miércoles a las 16h. Su máximo de audiencia, fue en el capítulo El eterno retorno (2.ªparte) de la segunda temporada con 3.916.000 telespectadores y un 22.1% de cuota de pantalla, mientras que su mínimo tuvo lugar en la emisión del capítulo Espectáculo perteneciente a la séptima temporada con 1.439.000 telespectadores y un 7.3% de cuota de pantalla.
En la tercera temporada se incorporan a la serie: Álex Barahona (Berto), Adrián Rodríguez (David), Sandra Blazquez (Alma), José Manuel Seda (Martín), Oscar Sinela (Quino) e Irene Sánchez (Violeta). Leonor Martín (Cova) se despide de manera temporal de la serie. 
En la cuarta temporada se incorporó Marc Clotet (Vaquero). Tras finalizar la cuarta temporada, algunos de los actores principales dejaron la serie: Irene Sánchez (Violeta), Joaquín Climent (Adolfo), Óscar Sinela (Quino), Cecilia Freire (Blanca) y Blanca Romero (Irene). 
En la quinta temporada se incorporaron a la serie: Álex Batllori (Álvaro), Lucía Ramos (Teresa), Nasser Saleh (Román), Cristina Alcázar (Marina), Sergio Mur (Jorge), Olivia Molina (Verónica) y, Lorena Mateo (Daniela). La temporada se preestrenó el 5 de mayo de 2010. Abandonan la serie  Adam Jezierski (Gorka), Maxi Iglesias (Cabano), Bart Santana (Roque) y, reaparece  Leonor Martín (Cova).
La sexta temporada llegó con las incorporaciones de Álex Hernández (Jon), Álex Martínez (Salva), que ya había participado en la serie interpretando a otro personaje (Samuel) en un episodio de la cuarta temporada, y Enrique Arce (Arturo). En contraste, las bajas de  Gonzalo Ramos (Julio), Leonor Martín (Cova), Álex Barahona (Berto), José Manuel Seda (Martín),  Sergio Mur (Jorge), Cristina Alcázar (Marina), Úrsula Corberó (Ruth), Angy Fernández (Paula), Nuria González (Clara) y, Adam Jezierski (Gorka). Este último regresó para los dos capítulos finales de la temporada para cerrar su trama con Paula, Angy Fernández. La temporada se preestrenó en el Cine Capitol de Madrid, como ya había ocurrido en anteriores temporadas, el 7 de septiembre de 2010 y, en televisión se estrenó el 15 de septiembre.
La séptima temporada empezó a grabarse el 28 de febrero de 2011 y, se estrenó el 5 de mayo de 2011. Esta nueva etapa contó con nuevos fichajes: Fernando Andina (Enrique), Sabrina Garciarena (Sara), Juan Pablo Di Pace (Xavi). Para el adiós de la serie volvieron las viejas glorias del Zurbarán: Angy Fernández (Paula), Adam Jezierski (Gorka), Úrsula Corberó (Ruth), Maxi Iglesias (Cabano), Gonzalo Ramos (Julio), Leonor Martín (Cova), Andrés Cheung (Jan), Blanca Romero (Irene), Cecilia Freire (Blanca), Álex Barahona (Berto), José Manuel Seda (Martín), Xavi Mira (Félix), Joaquín Climent (Adolfo), Nuria González (Clara), y Cristina Alcázar (Marina).

### Desarrollo
Física o química comenzó el 4 de febrero de 2008 con el episodio "Cosas que hacer antes de estar muerto" y concluyó el 13 de junio de 2011 con el episodio "Si pudiera volver a atrás". La serie de Antena 3 tuvo críticas por lo que se mostraba en ella, sin embargo Antena 3 la apoyó hasta el final y desde la primera temporada, la serie contó con el apoyo del gran público especialmente adolescente. El 31 de marzo de 2008, Antena 3 confirmó una segunda temporada de la serie, la cual tuvo entre sus episodios, el más visto en la historia de la serie, titulado "El eterno retorno (2.ª parte)" con 3.916.000 espectadores y una cuota de pantalla de 22,1 % y tuvo una nueva banda sonora en la cabecera: la canción de Despistaos con el mismo nombre de la serie. La quinta temporada marcó el inicio de una nueva etapa con la llegada de una nueva generación de personajes con los cuales algunas de las historias fueron concluidas y otras abiertas. En la séptima y última temporada sólo había 3 personajes fijos desde la 1.ª temporada que eran Yolanda "Yoli" Freire (Andrea Duro), Fernando "Fer" Redondo (Javier Calvo) y Olimpia Díaz (Ana Milán). Esta séptima temporada tuvo una bajada de audiencia muy notable y uno de sus episodios fue el menos visto de la serie. Fue "Espectáculo" con 1.439.000 espectadores y un 7,3 % de cuota de pantalla. Así tras 7 temporadas, la serie se despidió con el episodio 77, titulado "Si pudiera volver a atrás".
A lo largo de la serie, tuvo como sintonía en la cabecera la canción "Física o química", que al pasar las temporadas fue cambiando de intérpretes. Desde la segunda hasta la cuarta temporada y en la séptima, la banda Despistaos se encargó de la sintonía, en la quinta, lo hizo El sueño de Morfeo y en la sexta Angy Fernández.

### Escenarios
- La escuela Zurbarán: Es el instituto donde ocurren la mayoría de las historias de alumnos y profesores. Pueden transcurrir las situaciones en diversas zonas de la escuela, así como las aulas, la cafetería, la biblioteca, los pasillos, el ascensor, la sala de profesores, la dirección, los baños, los vestuarios, el gimnasio, la sala del juegos, sala de detención, sala de maestro...

- La casa de los profesores: Principalmente habitada por las profesoras Irene (Blanca Romero) y Blanca (Cecilia Freire) es el piso, curiosamente, siempre alojado por profesores. Después de ser alquilado por Miguel, (Michel Brown), fue alojado también por Violeta (Irene Sánchez), la sobrina de Irene. Tras la marcha de esta última, su habitación fue alquilado por Vaquero (Marc Clotet), quien se quedó finalmente con el piso tras la marcha de Irene y Blanca. Más tarde, Vaquero alquiló el piso a Verónica (Olivia Molina) y a Jorge (Sergio Mur). Debido al continuo tonteo de estos últimos, Vaquero decidió dejar el piso a cargo de Verónica. Pero debido a la ruptura con Jorge, este último también abandonó. Hace ya años el piso estaba compartido por (Olivia Molina), Sara (Sabrina Garciarena) y Xavi (Juan Pablo Di Pace).

- El patio del Zurbarán: Es un escenario esporádico ya que suele recurrir en los momentos de la asignatura de Educación Física.

- Otras: Puede referirse a otros escenarios no fijos, así como las viviendas de otros alumnos o un restaurante, la misma calle, etc. Muchos escenarios exteriores se grabaron en calles de Madrid, concretamente del Barrio del Pilar, Barrio de La Paz, Plaza de España o áreas del centro de la ciudad. También en otras localidades como Rivas o Leganés.

### Cabeceras
- Capítulos 1x01 (1) a 1x08 (8): La cabecera es una simple cortinilla, apareciendo los nombres de los actores tras esta cabecera de diez segundos, en la que aparece el nombre de la serie. Reparto original: Nuria González, Joaquín Climent, Blanca Romero, Cecilia Freire, Ana Milán, Bart Santana, Michel Gurfi (1x01-1x04), Fele Martínez (1x04-1x08), Xavi Mira, Angy Fernández, Javier Calvo, Andrés Cheung, Ursula Corberó, Andrea Duro, Karim El-Kerem, Maxi Iglesias, Adam Jezierski, Leonor Martín y Gonzalo Ramos
- Capítulos 2x01 (9) a 2x08 (16): Entrada de Michel Brown; Salida de Fele Martínez
- Capítulos 2x09 (17) a 2x14 (22): Salida de Xavi Mira
- Capítulos 3x01 (23) a 3x02 (24): Entrada de Óscar Sinela, José Manuel Seda, Álex Barahona y Sandra Blázquez; Salida de Andrés Cheung, Karim El-Kerem y Michel Brown
- Capítulos 3x03 (25) a 4x03 (36): Entrada de Irene Sánchez; Salida de Leonor Martín
- Capítulos 4x04 (37) a 4x06 (39): Entrada de Adrián Rodríguez y Marc Clotet; Salida de Irene Sánchez
- Capítulos 4x07 (40) a 4x14 (47): Salida de Joaquín Climent
- Capítulo 5x01 (48): Entrada de Álex Batllori, Olivia Molina, Cristina Alcázar y Lucía Ramos; Salida de Óscar Sinela, Blanca Romero y Cecilia Freire
- Capítulos 5x02 (49) a 5x09 (56): Entrada de Nasser Saleh; Salida de Adam Jezierski
- Capítulos 6x01 (57) a 6x02 (58): Entrada de Lorena Mateo y Sergio Mur; Salida de Bart Santana y Maxi Iglesias
- Capítulo 6x03 (59): Entrada de Álex Hernández; Salida de Gonzalo Ramos
- Capítulos 6x04 (60) a 6x11 (67): Entrada de Álex Martínez; Salida de Álex Barahona
- Capítulos 6x12 (68) a 6x14 (70): Salida de Nuria González
- Capítulos 7x01 (71) a 7x07 (77): Entrada de Fernando Andina, Sabrina Garciarena, Enrique Arce y Juan Pablo di Pace; Salida de Angy Fernández, José Manuel Seda, Cristina Alcázar, Sergio Mur y Úrsula Corberó

## Episodios
| Temporada | Temporada | Episodios | Estreno                  | Final                   | Audiencia media | Audiencia media   | Audiencia media |
| Temporada | Temporada | Episodios | Estreno                  | Final                   | Espectadores    | Cuota de pantalla |                 |
| --------- | --------- | --------- | ------------------------ | ----------------------- | --------------- | ----------------- | --------------- |
|           | 1         | 8         | 4 de febrero de 2008     | 31 de marzo de 2008     | 3 186 000       | 18,2%             |                 |
|           | 2         | 14        | 8 de septiembre de 2008  | 8 de diciembre de 2008  | 3 047 000       | 17,3%             |                 |
|           | 3         | 11        | 13 de abril de 2009      | 22 de junio de 2009     | 3 032 000       | 17,0%             |                 |
|           | 4         | 14        | 22 de septiembre de 2009 | 16 de diciembre de 2009 | 2 977 000       | 17,6%             |                 |
|           | 5         | 9         | 11 de mayo de 2010       | 6 de julio de 2010      | 2 599 000       | 15,4%             |                 |
|           | 6         | 14        | 15 de septiembre de 2010 | 14 de diciembre de 2010 | 2 175 000       | 12,5%             |                 |
|           | 7         | 7         | 5 de mayo de 2011        | 13 de junio de 2011     | 1 737 000       | 10,7%             |                 |
|           | Total     | 77        | 2008                     | 2011                    | 2 679 000       | 15,5%             |                 |

### Programas especiales
- Física o química. Lo vivido:  Un apartado especial de la serie que se empieza a emitir a partir de la tercera temporada. En estos especiales se muestra lo vivido por los personajes hasta la fecha. Se creó esto para los que no siguieran la serie desde el principio pudieran ponerse al día.
- Let's FoQ: un programa presentado por Jonathan Ruiz que empezó a emitirse a través de la web de la cadena Antena 3 y que ahora transmite Antena.Neox dedicado a la serie, con entrevista a los actores, avances de las temporadas, noticias y otras muchas cosas.
- Casting FoQ: fue un concurso en el que varios concursantes participaban para actuar en un episodio de la sexta temporada de la serie. Las votaciones era sometidas a votación popular y más tarde sólo quedar tres, uno de estos optaba a convertirse en actor por un día después de ser seleccionado por un jurado profesional. El casting fue cerrado el 1 de septiembre. Cuyos ganadores son Carolina Serrano y Jorge Sánchez. Paloma Macías y Anderson Synthes, actores de la serie online 'Causa y Efecto', participaron en este casting llegando a estar entre los 10 primeros.
- Webisodios: como novedad de la sexta temporada se ofrecen unos breves episodios que se emitirán sólo en internet con tramas paralelas en las que se descubrirán cosas relacionadas con todo eso que pasa por el Zurbarán y que hasta ahora se desconocía. Los Webisodios estarán disponibles después de cada capítulo de la nueva temporada.
- Física o química. La secuencia final (o Física o química. Lo que hemos vivido): especial emitido tras el último capítulo con entrevistas a diversos actores de la serie y una recopilación de las imágenes más emotivas, cástines, etc.
- Además la serie tiene diversos making-off y tomas falsas disponibles en la web oficial de la serie.
- Física o química: el reencuentro es una miniserie española producida por Buendía Estudios para Atresplayer Premium que se estrenó el 27 de diciembre de 2020. Constó de dos capítulos y finalizó el 3 de enero de 2021. Es la secuela de la serie Física o química emitida en Antena 3 entre 2008 y 2011.[5] Atresmedia tiene previsto emitir e abierto la miniserie Física o químicaː El reencuentro, en España a través del canal Atreseries a lo largo del año 2021. Previamente Atreseries emitirá a lo largo de 2021-2022 la serie original Física o química íntegramente en abierto.

## Críticas
La serie recibió críticas negativas generalmente y diversas comparaciones con la serie británica Skins. Por el contrario fue respaldada por una audiencia fiel y cosechó un éxito destacable traspasando las fronteras españolas, además de diversos premios en 2009, entre ellos a «Mejor serie española».

Es una serie sobre profesores y alumnos con un reparto más sólido en el lado docente. El problema es que no se vio nada que no se haya visto. El aulario televisivo quizás sea el subgénero menos original. Desde luego, mucho menos que algunas series de médicos o policías. Da la sensación que el único remedio narrativo en este tema es escapar hacia la sátira y el estereotipo deforme [...] El capítulo empezó con una crisis y terminó con un suicidio para señalar que la cosa no va de guasa.
Tomás Delclós, El País

Blanca Romero era conocida hasta el lunes por ser la exnovia del torero Cayetano Rivera Ordóñez. Aparte de aquella relación -que le ha permitido pasearse de fiesta en fiesta, con caché-, de sus actividades musicales y de pinitos televisivos, la modelo asturiana no había tenido una oportunidad profesional como ésta. Ella es una de las protagonistas, el reclamo principal de esta producción de Ida y Vuelta, la división de ficción de Boomerang TV. Y aprovecha bien su papel: es creíble y valiente.

En Italia la serie recibió y recibe críticas negativas, a pesar del éxito muy positivo tenía entre los adolescentes italianos. Ahora la VI temporada, que tenía que ser trasmitida antes de que finalizase el 2012 y comenzase el 2013, ha sido suspendida por las presiones de los católicos conservadores y homófobos que definen esta "inapropiada" por mostrar abiertamente el tema de la homosexualidad y acusándola de ser  "zapaterista".

### Calificación
- FilmAffinity
- IMDb
- FormulaTV
- LaGuíaTV

## Premios
- Mención especial TV en el Festival Internacional de TV y Cine Histórico Reino de León para Ana Milán (Olimpia).
- Premio Ondas 2009 a la Mejor serie española por "su capacidad para conectar con el público joven y adaptarse al desarrollo multiplataforma de los contenidos".
- Premio Shangay 2009 a la Mejor serie.
- Premio Joven 2009 de la denominación de origen de la Mancha a las actrices de la serie: Blanca Romero, Angy Fernández y Úrsula Corberó.

## Productos derivados de la serie

### Banda sonora
Cinco de enero es el grupo formado a partir de la creación de Física o química, que da las canciones que salen en diferentes ocasiones de cada capítulo, ya sea en la cabecera, entre escenas, o en los créditos, siendo así la banda sonora de la serie. Cinco de Enero está formado por Joaquín Peña (cantante, compositor y responsable de la producción y arreglos de los temas) y José Juan Poyatos, colaborando en el grupo. El grupo sacó un disco recopilatorio el 25 de noviembre con todas las canciones suyas que habían salido en la serie más otras cuantas que han sido por artistas conocidos como Pignoise, Pereza, Presuntos Implicados, entre otros más.
Por otro lado, con motivo del estreno de la segunda temporada, la serie ha contado con los servicios de Despistaos para la promoción, por medio de una canción del mismo nombre que la serie, que está incluida en el recopilatorio del grupo, titulado Lo que hemos vivido, puesto a la venta el 7 de octubre de 2008. La canción sirve de sintonía de cabecera, y es también frecuentemente rescatada en diversas escenas y tonos. En la Quinta y Sexta temporada de la serie, dicha cabecera fue cantada por El sueño de Morfeo y Angy respectivamente.
No obstante, desde mediada la segunda temporada de la serie, se han incluido canciones actuales de ámbito pop de conocidos intérpretes, como Revólver (Tiempo pequeño), OBK (Yo no me escondo), The Cabriolets (Poco a poco) o Laura Pausini (En cambio no, que también fue tema principal de la telenovela mexicana En nombre del amor) entre muchos otros temas.
Además, con la emisión de la segunda temporada, se puso a la venta un doble disco que incluía las canciones de Cinco de Enero, Despistaos y las mencionadas antes, y contaba con numerosos éxitos no incluidos en la serie, como Pereza (Estrella polar), Pignoise (Sube a mi cohete), Carlos Baute (Colgando en tus manos), Melocos (Cuando me vaya), Belanova (Baila mi corazón), Belinda (Bella traición) o El sueño de Morfeo (Chocar). Es reseñable el hecho de que el disco traía una versión de una canción de Cinco de Enero cantada por Adam Jezierski, Gorka en la serie, e incluía el éxito de otra de las protagonistas en la ficción, Angy (Paula), Sola en el silencio.
El 22 de diciembre de 2020 se sacó un disco recopilatorio con todas las canciones salidas en la serie con motivo de Física o químicaː El reencuentro (es una miniserie española producida por Buendía Estudios para Atresplayer Premium que se estrenó el 27 de diciembre de 2020. Constó de dos capítulos y finalizó el 3 de enero de 2021. Es la secuela de la serie Física o química emitida en Antena 3 entre 2008 y 2011.)

### Revista oficial FoQ
El 19 de marzo de 2008 se empezó a comercializar una revista oficial de la serie, dirigida al público juvenil y adolescente, donde se exponen entrevistas exclusivas a los personajes, además de tests y noticias relacionadas con temas de la serie, algunos datos extra, fotos de todo el reparto de actores, curiosidades y demás. La revista es bastante popular en el sector juvenil.
También tiene secciones de maquillaje. En la revista colaboran los periodistas Esther de la Cruz y Nacho Medivas.

### Libro
Ediciones B e Ida y Vuelta sacaron la primera novela con los protagonistas de Física o química el 19 de noviembre de 2009. Se titula Misterio en el Zurbarán y está escrita por Gloria Fortún.
La trama de Misterio en el Zurbarán es completamente inédita y no puede verse en ningún capítulo de la serie de televisión.

### Juego
Es un juego de mesa que trata sobre la serie, sacado sobre 2009-2010. En el juego te puedes encontrar con preguntas sobre los alumnos, los profesores y el colegio Zurbarán.

## Exportaciones
Antena 3 llegó a un acuerdo con la cadena francesa NRJ12 para la emisión en el país galo de esta serie, doblada al francés y llamada Physique ou Chimie. Los nombres de los personajes son todos cambiados y la canción de la cabecera inventada por los franceses. El canal galo confía en que la serie juvenil de Antena 3 le sirva para crear un nuevo fenómeno fan similar al que se generó hace casi una década con la serie “Un paso adelante”, más conocida en Francia bajo el título “Un, dos, tres”.
En América es emitida por Antena 3 Internacional, teniendo excelente recepción del público, siendo vista por 21 millones de personas. Se emite en Portugal en el canal SIC RADICAL todos los días, a las 5 de la tarde.
Desde el 4 de septiembre de 2010 se emite también en Italia en el canal digital terrestre Rai 4 como Física o Chimica los sábados a las 20:00. Los nombres de los personajes son iguales que la versión original española, a excepción de Roque, que en italiano es Rocco, y de Violeta, que en italiano es Violetta. Actualmente se está emitiendo la 5.ª temporada.

## Emisión en otros países
La serie que se emite en otros países es la misma solo que doblada o subtitulada (como en Portugal) a su idioma, a excepciones de Estados Unidos donde se realizó una versión llamada Relaciones peligrosas protagonizada por talento de Telemundo.
| País        | Estreno                 | Canal                            | Título                             |
| ----------- | ----------------------- | -------------------------------- | ---------------------------------- |
| Nicaragua   | 2011                    | Viva Nicaragua (Canal 13)        | Física o química                   |
| Panamá      | 2008                    | Antena 3 Internacional           | Física o química                   |
| Venezuela   | 2008                    | Antena 3 Internacional           | Física o química                   |
| El Salvador | 2008                    | Antena 3 Internacional           | Física o química                   |
| Ecuador     | 2008                    | Antena 3 Internacional           | Física o química                   |
| Perú        | 2008                    | Antena 3 Internacional           | Física o química                   |
| Colombia    | 2008                    | Antena 3 Internacional           | Física o química                   |
| México      | 16 de febrero de 2015   | Atreseries                       | Física o química                   |
| Bulgaria    | 2 de agosto de 2011     | bTV Media Group                  | Физика или химия                   |
| Quebec      | 2012                    | TOU.TV                           | Physique ou Chimie                 |
| Francia     | 24 de agosto de 2009    | NRJ 12 / June                    | Physique ou Chimie                 |
| Bélgica     | 24 de agosto de 2009    | NRJ 12 / June                    | Physique ou Chimie                 |
| Suiza       | 24 de agosto de 2009    | NRJ 12 / June                    | Physique ou Chimie                 |
| Andorra     | 24 de agosto de 2009    | NRJ 12 / June                    | Physique ou Chimie                 |
| Mónaco      | 24 de agosto de 2009    | NRJ 12 / June                    | Physique ou Chimie                 |
| Italia      | 4 de septiembre de 2010 | Rai 4                            | Fisica o chimica                   |
| Portugal    | 6 de septiembre de 2009 | MTV Portugal, SIC Radical, SIC K | Física ou Química / Físico-Química |

## Versiones
- En 2012, la cadena estadounidense de habla hispana Telemundo realizó una adaptación titulada Relaciones peligrosas, protagonizada por los actores Sandra Echeverría y Gabriel Coronel, la cual tuvo una aceptación considerable.